# 평신1로
평신1로(Pyeongsin 1-ro)는 충청남도 서산시 대산읍 화곡교차로에서 황금산교차로까지 연결하는 충청남도의 도로이다.

## 주요 경유지
충청남도
- 서산시 (대산읍)

## 노선
| 이름                   | 접속 노선               | 소재지 | 소재지 | 비고                 |
| ---------------------- | ----------------------- | ------ | ------ | -------------------- |
| 화곡 교차로            | 국도 제38호선 (충의로)  | 서산시 | 대산읍 |                      |
| 대죽 교차로            | 대죽1로                 | 서산시 | 대산읍 |                      |
| 대죽1 교차로 (대죽1교) | 대죽산업로              | 서산시 | 대산읍 |                      |
| (이름없음)             | 죽엽로                  | 서산시 | 대산읍 |                      |
| 독곶1 교차로           | 국도 제38호선 (명지1로) | 서산시 | 대산읍 | 국도 제29호선과 중복 |
| 독곶2 교차로           | 독곶1로 독곶동작말길    | 서산시 | 대산읍 | 국도 제29호선과 중복 |
| 황금산2 교차로         | 독곶논골길 큰들길       | 서산시 | 대산읍 | 국도 제29호선과 중복 |
| 황금산1 교차로         | 독곶해변길              | 서산시 | 대산읍 | 국도 제29호선과 중복 |
| 황금산 교차로          | 독곶해변길              | 서산시 | 대산읍 | 국도 제29호선과 중복 |